# 차영배
차영배(車榮倍, 1929년 2월 4일~2018년 9월 2일)는 총신대학교 신학대학원 교수였으며 개혁주의 신학자였다. 한국개혁신학회 고문과 기독교학술원 대표를 하였다. 호는 심산(審山)이다.
차영배는 1929년 2월 4일 경상남도 울산시 온양면 고산리에서 아버지 차승철과 어머니 김용기의 4남 1녀 중 막내로 출생하였다. 고려신학교에서 신학공부를 하였고 네덜란트 캄펜 신학교에서 1964년 12월부터 1971년 2월까지 교의학을 전공하였다. 그는 최초로 헤르만 바빙크의 신학을 한국에 소개한 조직신학자이며 성령론에 깊은 연구를 하였다. 스승인 박윤선의 강조점에 따라서 계시의존사색과 계시의존신학을 강조한 개혁파 신학자로서 화란 개혁주의 조직신학을 한국의 풍토에 접목시킨 학자였다. 그의 아들은 뉴브런즈윅 신학교에 조직신학 교수로 있는 차재승 박사이며, 큰 사위는 많은 학생들에게 존경을 받는 최홍석 총신대 교수로 은퇴하였고, 둘째 사위가 한국기술교육대학교의 정재영 국어학 교수이다.

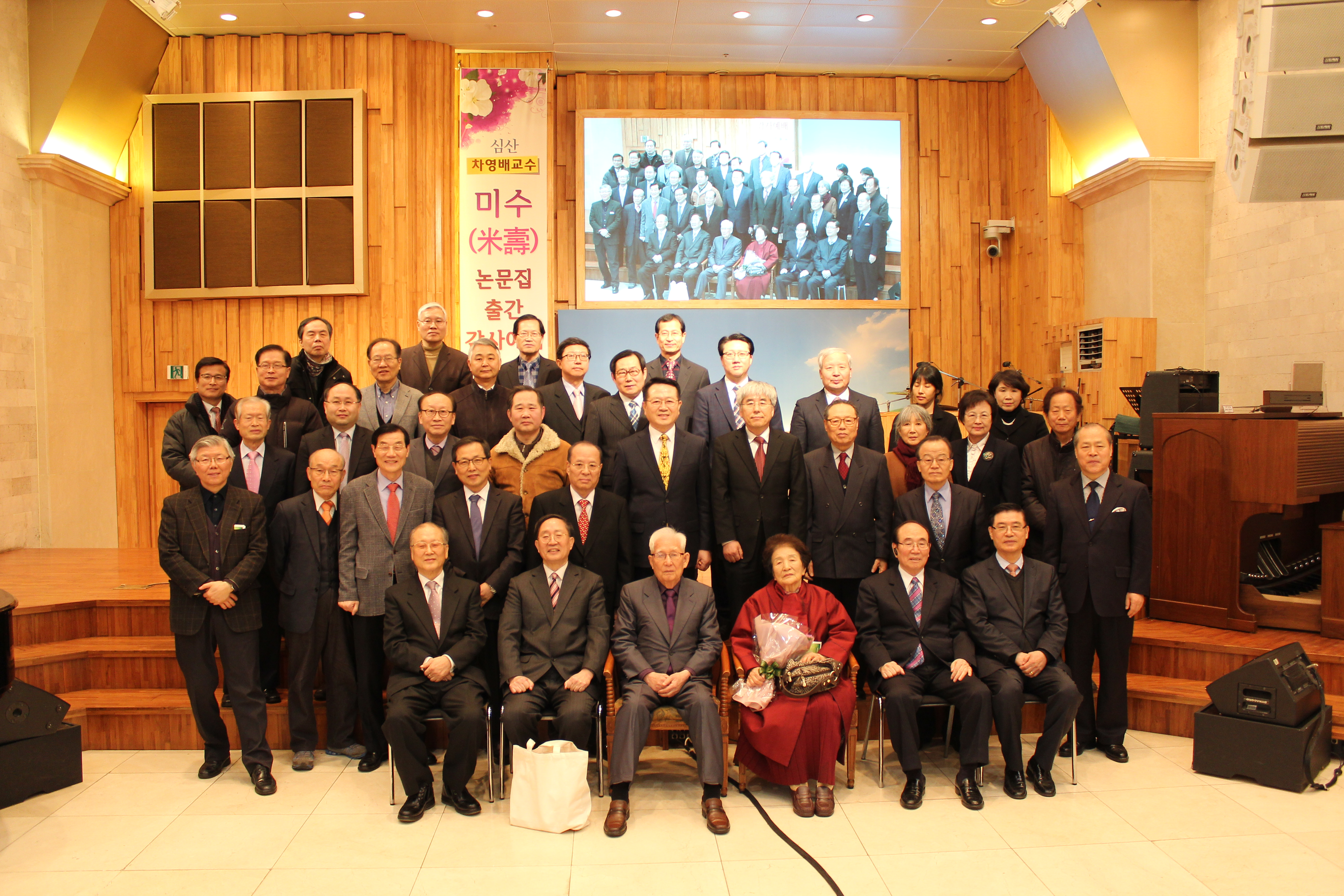
차영배 박사의 미수를 맞이하여 축하객과 찍은 사진

## 학력
- 진주사범학교
- 국립해양대학교
- 고신대학교(고려신학교)본과
- 계명대학교
- 화란 캄펜 신학교(Th. Drs)

## 경력
- 외국어 대학교화란어과 교수역임
- 총신대학 신학대학원 원장역임
- 총신대학교 교수 및 총장
- 서울성경신학대학원대학교 총장 (2000년 2월 ~ 2004년 2월)
- 기독교학술원 대표

## 저서
1. 개혁교의학 : 삼위일체론
2. 역임 저서 삼위일체론
3. 라틴어 교본
4. 라틴어 강해
5. 성령론
6. 신학의 원리
7. 일반은총론(역서)

## 같이 보기
- 한국개혁신학회
- 기독교학술원
- 김영한

## 참고 문헌
- 차영배외, 삼위일체론과 성령론, 태학사, 1999년
- 김영한외, 심산 차영배 교수 미수기념논문집 성령론과 삼위일체론, 킹덤북스, 2017